# Frank Oliver (Politiker, 1883)

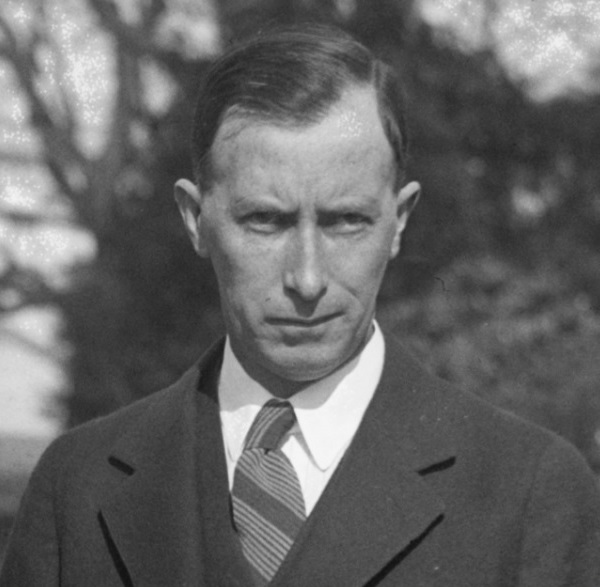
Frank Oliver, 1926

Frank Oliver (* 2. Oktober 1883 in New York City; † 1. Januar 1968 ebenda) war ein US-amerikanischer Jurist und Politiker. Zwischen 1923 und 1934 vertrat er den Bundesstaat New York im US-Repräsentantenhaus.

## Werdegang
Frank Oliver besuchte öffentliche Schulen und die Morris High School im Borough von Bronx. 1905 graduierte er an der Fordham University in New York City. Er studierte Jura an der New York Law School. Nach dem Erhalt seiner Zulassung als Anwalt 1908 begann er in New York City zu praktizieren. Am 1. Dezember 1908 wurde er zum Leiter vom Bureau of Licenses in New York City ernannt – eine Stellung, die er bis zu seinem Rücktritt am 16. April 1911 innehatte. Im Anschluss wurde er Sekretär des US-Senators von New York James Aloysius O’Gorman. Er bekleidete den Posten bis zu seinem Rücktritt am 3. Januar 1916. Danach wurde er Chief Clerk an den Magistrates’ Courts von New York City. Er hielt die Stellung bis zum 31. Dezember 1919. Am 1. Januar 1920 ernannte man ihn zum stellvertretenden Bezirksstaatsanwalt im Bronx County. Aufgrund seiner Wahl in den Kongress trat er am 28. Februar 1923 von diesem Posten zurück.
Politisch gehörte er der Demokratischen Partei an. Bei den Kongresswahlen des Jahres 1922 für den 68. Kongress wurde er im 23. Wahlbezirk von New York in das US-Repräsentantenhaus in Washington, D.C. gewählt, wo er am 4. März 1923 die Nachfolge von Albert B. Rossdale antrat. Er wurde fünf Mal in Folge wiedergewählt, trat allerdings vor dem Ende seiner letzten Amtsperiode am 18. Juni 1934 von seinem Sitz im US-Repräsentantenhaus zurück.
Am 19. Juni 1934 ernannte man ihn zum Richter am Court of Special Sessions – ein Posten, den er bis zu seiner Pensionierung am 6. April 1952 bekleidete. Er verstarb am 1. Januar 1968 in Bronx und wurde dann auf dem Calvary Cemetery in New York City beigesetzt.